# 新北市八里區米倉國民小學
新北市八里區米倉國民小學（簡稱米倉國小）是台灣新北市的一所市立國民小學，其位在八里區、鄰近渡船頭，被譽為「最接近都市的森林小學」。

## 簡介
米倉國小曾深受外來入侵種破壞單家蟻（學名：Monomorium destructor）所擾，後經該校學生研究解決，並因此獲全國科展國小組生物科第一名。
米倉國小的師生都必須學會打陀螺，甚至有成立校隊「陀螺隊」進行表演。

## 外部連結
- 官方网站